# فرانس فوتبال
فرانس فوتبال (به فرانسوی: France Fottball) یک مجله تخصصی فوتبال از فرانسه است. اولین نسخه آن در ۸ ژانویه ۱۹۴۶ منتشر شد. در ابتدا، فرانس فوتبال شامل ارگان رسمی اطلاع‌رسانی فدراسیون فوتبال فرانسه، با نام فرانس فوتبال آفیسل نیز بود. در اواخر سال ۱۹۴۷، این نشریه توسط ژاک گودت خریداری شد و در قرن بیست و یکم متعلق به سازمان ورزشی آموری است که بسیاری از رسانه‌های چاپی را منتشر کرده و همچنین به عنوان برگزارکننده رویدادهای ورزشی شناخته می‌شود.
این مجله به‌خاطر جایزه توپ طلا، که از سال ۱۹۵۶ تا ۲۰۰۶ به فوتبالیست سال اروپا و از سال ۲۰۰۷ به بهترین بازیکن فوتبال جهان اهدا می‌شود، شهرت بین‌المللی یافته است.
فرانس فوتبال اغلب به‌عنوان "انجیل فوتبال" شناخته می‌شود. دفتر مرکزی و تحریریه این مجله در پاریس قرار دارد و تحریریه آن در حال حاضر تحت هدایت دنیس شومیه است که در آغاز سال ۲۰۰۷/۰۸ این سمت را از ژرار ارنو تحویل گرفت.
تاریخچه
فرانس فوتبال از مجله فوتبال که بین سال‌های ۱۹۲۷ تا ۱۹۴۴ منتشر می‌شد و به عنوان ارگان نیمه‌رسمی اطلاع‌رسانی فدراسیون فوتبال فرانسه نیز خدمت می‌کرد، به وجود آمد. در ابتدا، فرانس فوتبال بر روی کاغذ روزنامه‌ای معمولی و به‌صورت کاملاً سیاه و سفید چاپ می‌شد. از فوریه ۱۹۷۷ (با معرفی صفحه‌عنوان به‌صورت رنگی) این مجله به تدریج به یک نشریه مصور با عکس‌های رنگی بزرگ تبدیل شد. تیراژ فروش آن نیز به موازات این تغییرات از ۱۲۰٬۰۰۰ نسخه در سال ۱۹۷۵ به ۲۱۳٬۰۰۰ نسخه در سال ۲۰۰۴ افزایش یافت.
از سال ۱۹۷۴ تا ۱۹۸۲ و سپس از ۱۹۹۷ تا ۲۰۱۳، دو نسخه هفتگی این مجله (سه‌شنبه‌ها و جمعه‌ها) منتشر می‌شد. لازم به ذکر است که از سال ۱۹۷۸ تا ۱۹۸۲، نسخه جمعه با نام France Foot 2 به چاپ می‌رسید. از آوریل ۲۰۱۳، تنها نسخه سه‌شنبه‌ها باقی ماند و با شماره ۳۵۸۷ در ۲۱ ژانویه ۲۰۱۵، روز انتشار به چهارشنبه تغییر یافت.